# 東京は夜の7時
『東京は夜の7時』（とうきょうはよるのしちじ）は、矢野顕子の2枚目のライブ・アルバム、通算5枚目のアルバム。1979年4月25日発売。発売元は日本フォノグラム。CDは1988年に徳間ジャパンから、2011年にミディから発売。

## 概要
1978年の中野サンプラザ、渋谷公会堂での、「ト・キ・メ・キ ツアー」のライブ録音。すでにイエロー・マジック・オーケストラ(YMO)を結成していた高橋幸宏、細野晴臣、坂本龍一が参加しているが、YMOとしてはクレジットされていないうえ、曲目の重なりもない。一方、1979年は矢野自身が渡辺香津美(本アルバムには不参加)のKYLYN BAND、坂本龍一のカクトウギ・セッションに参加していた時期であり、これらの活動と曲目が重なるところが多い。
アルバムジャケットの写真は、矢野の実子である風太のものである。彼は「カタルン・カララン」の作詞者としてもクレジットされている。

## 参加者
- 高橋幸宏：ドラム、シンドラム
- 細野晴臣：ベース
- 松原正樹：ギター
- 矢野顕子：ボーカル、ピアノ、キーボード（roland JP-4）
- 坂本龍一：キーボード(polymoog, arp oddsey, fender rhodes, korg PS-3100)
- 浜口茂外也：パーカッション
- 吉田美奈子・山下達郎：コーラス
- 神谷重徳：シンセサイザーオペレーション

## 収録曲
1. GOD'S LOYAL LOVE～東京は夜の7時　(作詞・作曲：矢野顕子)
  - 時差をテーマに、歌詞がつくられている。
  - 矢野顕子&上原ひろみ名義のライブアルバム、『ラーメンな女たち -LIVE IN TOKYO』(2017年)に、セルフカバーが収録された。
2. WATER WAYS FLOW BACKWARD AGAIN (作曲：矢野顕子)
  - 矢野のピアノソロによる演奏。
  - 渡辺香津美『KYLYN』(1979年6月25日発売)では、矢野のピアノ、渡辺のギター他のバンド演奏によるスタジオ録音が収録された。
  - 矢野名義では他にビデオ・DVD版『BROOCH』(1986年)、『TWILIGHT 〜the“LIVE”best of Akiko Yano〜』(2000年)に収録されているほか(共にCD版には収録なし)、渡辺のライブ・アルバム『ONE FOR ALL』(1999年)にも、矢野と渡辺の共演による演奏の収録がある。
3. サッちゃん　(作詞：阪田寛夫　作曲：大中恩)
  - 1996年発売のシングルCD『春咲小紅』に、スタジオ録音の収録がある。
4. 行け柳田　(作詞・作曲：矢野顕子)
  - 「柳田」とは読売ジャイアンツ所属の野球選手、柳田真宏のことである。
  - オリジナルは『いろはにこんぺいとう』に収録。
  - 本アルバムの演奏では、歌詞のジャイアンツ選手の打順は1978年当時のものに変更されている。
5. 気球にのって　(作詞・作曲：矢野顕子)
  - この演奏ではイントロに、「風太」(『JAPANESE GIRL』収録)の旋律が流用されている。
  - オリジナルは『JAPANESE GIRL』に収録。
6. いもむしごろごろ　(わらべうた)
7. カタルン カララン　(作詞：矢野風太、菊池まみ、矢野顕子　作曲：矢野顕子)
  - オリジナルは『ト・キ・メ・キ』 に収録。
8. ト・キ・メ・キ　(作詞・作曲：矢野顕子)
  - オリジナルは『ト・キ・メ・キ』 に収録。
9. WALK ON THE WAY OF LIFE　(作詞・作曲：矢野顕子)
  - 渡辺香津美のKYLYN BANDや、坂本龍一とカクトウギ・セッションのライブでも演奏されていた曲。これらの名義のアルバムには収録されず。
  - 途中で参加者紹介と、各自のソロ演奏が入る。